# Jean IV d'Egmont
Jean IV d'Egmont (en néerlandais : Jan IV van Egmont), né en 1499 et mort en avril 1528 à Ferrare, est un noble néerlandais de l'époque de Charles Quint, second comte d'Egmont et seigneur de Baer et dixième seigneur de Purmerend, Purmerland et Ilpendam.
Il est le père de Lamoral d'Egmont, exécuté en 1568 à Bruxelles au début du soulèvement néerlandais contre Philippe II et héros de la pièce de Goethe Egmont.

## Biographie
Membre de la puissante famille néerlandaise d'Egmont, dont les chefs sont ducs de Gueldre de 1423 à 1473 et de 1492 à 1538, il est le huitième enfant de Jean III, comte d'Egmont, et de Magdalena van Werdenburg.
En 1516, il succède à son père comme comte d'Egmont, devient chevalier de l'ordre de la Toison d'or et se marie avec Françoise de Luxembourg.
En 1527, l'empereur Charles Quint le nomme commandant de la cavalerie légère napolitaine et milanaise.
À peine un an plus tard, le 29 avril 1528, Jean meurt à Ferrare, âgé de 29 ans.
Il est inhumé dans l'église San Marco de Milan.

## Mariage et descendance
En 1516, il épouse à Bruxelles Françoise de Luxembourg (morte le 1er septembre 1557), fille de Jacques II de Luxembourg-Fiennes, seigneur de Fiennes et de Gavre, et de Marguerite de Brugge-Gruuthuse.
De cette union sont issus trois enfants :
- Marguerite, née en 1517 et morte le 10 mars 1554 à Bar-le-Duc), mariée au prince lorrain Nicolas de Mercœur (1524–1577) ;
- Charles (mort à Carthagène le 7 décembre 1541), troisième comte d'Egmont et seigneur de Baer ;
- Lamoral (1522-1568), quatrième comte d'Egmont et seigneur de Baer, mort décapité à Bruxelles et héros de la pièce de Goethe, Egmont.

En 1530, Françoise hérite de son frère Jacques III de Luxembourg les seigneuries de Fiennes, d'Auxy, d'Armentiers, de Lahamaide, de Zottegem, et quelques autres.

## Armoiries
| Figure | Blasonnement |
|        | Ecartelé au 1 et 4 aux armes d'Egmont, au 2 aux armes de Baer et au 3 aux armes d'Arkel, sur le tout les armes de Gueldre. |

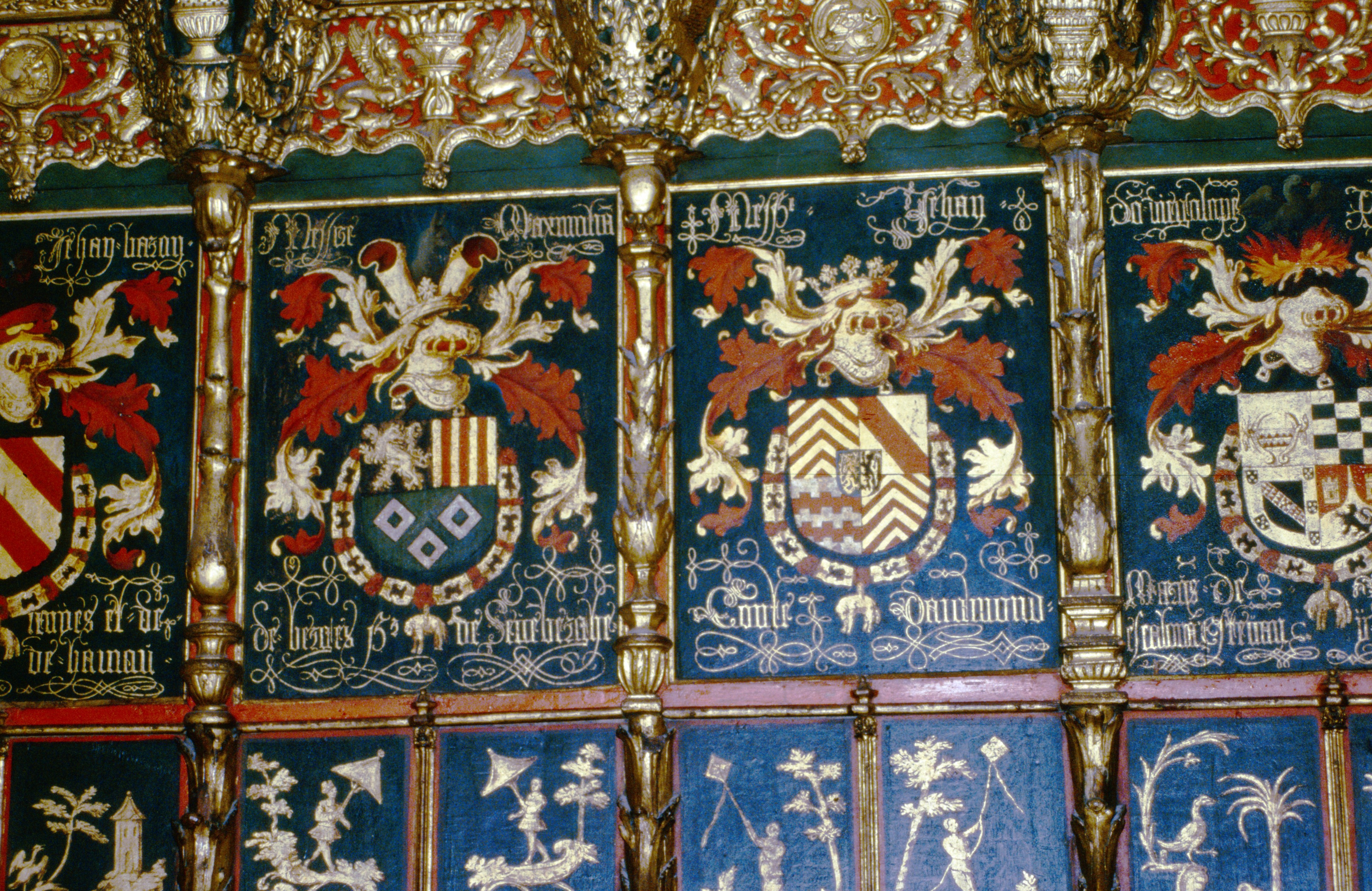
Les armoiries de Jean IV d'Egmont en la cathédrale de Barcelone (3ème à partir de la gauche).